# Мислодежда
Мислодежда (мкд. Мислодежда) је насеље у Северној Македонији, у западном делу државе. Мислодежда припада општини Струга.

## Географија
Насеље Мислодежда је смештено у југозападном делу Северне Македоније. Од најближег града, Струге, насеље је удаљено 16 km северно.
Мислодежда се налази у историјској области Средњи Дримкол, која обухвата клисураст део Црног Дрима низводно од Струге. Насеље се образовало на западним падинама планине Караорман. Надморска висина насеља је приближно 970 метара.
Клима у насељу је планинска због знатне надморске висине. 

## Становништво
Мислодежда је према последњем попису из 2002. године имала 720 становника. 
Већину становништва чине Албанци (99%).
Већинска вероисповест је ислам.